# Juan Bernhardt
Juan Ramón "Moncho" Bernhardt Coradín (nacido el 31 de agosto de 1953 en San Pedro de Macorís) es un ex infielder dominicano que jugó en las Grandes Ligas de Béisbol durante cuatro temporadas, aunque su carrera en el béisbol profesional abarcó 13 temporadas. Bernhardt pasó sus cuatro temporadas en la mayores con los Yanquis de Nueva York (1976), y los Marineros de Seattle (1977-79). Como miembro del equipo de los Marineros bateó el primer jonrón del equipo en la temporada de 1977. Durante su carrera en Grandes Ligas, terminó con un promedio de bateo de .238, con 46 carreras anotadas, 117 hits, 19 dobles, dos triples, nueve jonrones y 43 carreras impulsadas (RBI) en 154 partidos jugados.
Bernhardt pasó la mayor parte de su carrera en las ligas menores. Comenzó su carrera profesional en 1971 con el equipo de Clase A Key West Sun Caps. En las menores, militó para los equipos Fort Lauderdale Yankees (1972-73) de Clase A, West Haven Yankees (1974-75) de Double-A, Syracuse Chiefs (1975-1976) de Triple-A, San Jose Missions (1978) de Triple-A, Spokane Indians (1979) de Triple-A, Iowa Cubs (1979) de Triple-A, Olmecas de Tabasco de Triple-A, Piratas de Campeche/Alacranes de Triple-A (1981-83) , y Rieleros de Aguascalientes de Triple-A. Se desempeñó como jugador-entrenador desde 1981 hasta 1982.

## Carrera

### New York Yankees
El 1 de agosto de 1970, Bernhardt firmó con los Yanquis de Nueva York como amateur. Bernhardt hizo su debut en el béisbol profesional en 1971 en la organización de ligas menores de los Yankees. Con el equipo de Clase-A Key West Sun Caps ese año, bateó .249 con 25 carreras anotadas, 82 hits, 15 dobles, dos triples, un jonrón y 31 carreras impulsadas (RBI) en 97 partidos jugados. Defensivamente, Bernhardt jugó 54 partidos en tercera base, 28 partidos en la primera base, cinco juegos en los jardines, y tres juegos en el campocorto. Durante la temporada de 1972, Bernhardt fue asignado para jugar con el equipo de Clase-A Fort Lauderdale Yankees de la Florida State League. En 121 partidos jugados en esa temporada, bateó para .288 con 128 hits, 18 dobles, dos triples y dos jonrones.
Bernhardt siguió jugando con el equipo de Clase-A los Fort Lauderdale Yankees en 1973. En solo 37 partidos disputados ese año, bateó .337 con 34 hits, cuatro dobles y un jonrón. Después de la temporada, los Yanquis de Nueva York compró su contrato, agregándolo a su 40-man roster. Bernhardt asistió a los spring training con los Yankees en 1974, pero fue asignado al equipo de Doble-A West Haven Yankees antes de comenzar la temporada regular. Con los West Haven Yankees ese año, Bernhardt bateó .201 con 20 carreras anotadas, 37 hits, seis dobles, un triple, tres jonrones y 19 carreras impulsadas en 60 partidos jugados.
Bernhardt dividió la temporada de 1975 entre Double-A West Haven Yankees y el equipo de Triple A Syracuse Chiefs. En Doble-A, bateó .319 con 51 hits, 10 dobles, un triple, y un cuadrangular en 41 partidos. En el campo, jugó tanto en la tercera base, como en la primera base. Durante su tiempo con los West Haven Yankees esa temporada, lideró la Liga del Este en promedio de bateo. Después de su ascenso a los Chiefs, Bernhardt bateó .303 con 22 carreras anotadas, 90 hits, 19 dobles, un triple, cuatro jonrones, y 44 carreras impulsadas en 79 partidos jugados. Defensivamente, jugó 33 partidos en tercera base, 33 juegos en los jardines, y 16 juegos en la primera base. Combinado entre los dos clubes, el promedio de bateo de Bernhardt fue .309.
En 1976, Bernhardt comenzó la temporada con Syracuse Chiefs de Triple-A. Sin embargo, en julio, los Yanquis de Nueva York compró su contrato a partir de las ligas menores cuando Elliott Maddox fue colocado en la lista de lesionados. Bernhardt hizo su debut en las Grandes Ligas el 10 de julio, contra los Medias Blancas de Chicago, donde se fue en blanco en un solo turno al bate. Su primer hit llegó el 17 de julio, en un juego contra los Rangers de Texas. En agosto, fue enviado de regreso a las ligas menores. En septiembre, los yanquis intentaron negociar a Bernhardt a cambio de Rico Carty, pero no se llegó a realizar el canje. En las Grandes Ligas, bateó para .190 con cuatro hits en 21 turnos al bate. En las ligas menores, bateó para .303 con 41 carreras anotadas, 115 hits, 24 dobles, ocho jonrones y 57 carreras impulsadas en 101 partidos jugados.

### Seattle Mariners
Durante el draft de expansión de las Grandes Ligas de Béisbol de 1976, Bernhardt fue seleccionado por los Marineros de Seattle desde los Yanquis de Nueva York. Bernhardt formó parte del primer equipo de los Marineros después del spring training de 1977. Durante su primer partido de la temporada, Bernhardt obtuvo cinco hits, incluyendo un jonrón, en cinco turnos al bate. No fue el primer jonrón de la carrera de Bernhardt, pero fue el primer jonrón en la historia de los Marineros. En la temporada, bateó para .243 con 32 carreras anotadas, 74 hits, nueve dobles, dos triples, siete jonrones y 30 carreras impulsadas en  89 partidos jugados. Defensivamente, jugó 21 partidos en tercera base, y ocho partidos en la primera base. Durante todos los 54 juegos se desempeó como bateador designado en la alineación de los Marineros.
Bernhardt dividió la temporada de 1978 entre Grandes Ligas y ligas menores. Con los San Jose Missions, que eran los afiliados de Triple-A de los Marineros de Seattle, bateó .274 con 13 carreras anotadas, 26 hits, tres dobles, dos jonrones y 16 carreras impulsadas en 25 partidos jugados. Bernhardt volvió a las Grandes Ligas el 12 de mayo, en un juego contra los Azulejos de Toronto. Con los Marineros ese año, bateó .230 con 13 carreras anotadas, 38 hits, nueve dobles, dos jonrones, y 12 carreras impulsadas en 54 partidos jugados. Bernhardt solo jugaría un partido más en las Grandes Ligas el 8 de abril de 1979 en un partido contra los Angelinos de California, donde tuvo un hit en  un turno al bate. Después de eso, los Marineros lo enviaron a las ligas menores donde jugó con el equipo de Triple-A Spokane Indians. En 98 juegos con Spokane, bateó .271 con 43 carreras anotadas, 106 hits, 18  dobles, dos triples, tres jonrones y 49 carreras impulsadas.

### Últimos años de carrera en las mayores
A principios de julio de 1979, los Marineros de Seattle negoció a Bernhardt con los Medias Blancas de Chicago a cambio de Rich Hinton. Bernhardt pasó el resto de la temporada con Iowa Oaks, que fueron los afiliados de Triple-A de los Blanca Medias en el momento. En 25 juegos con los Oaks, bateó para .305 con cinco carreras anotadas, 18 hits, dos dobles, un triple, y seis carreras impulsadas. Esa temporada fue la última de Bernhardt  en Estados Unidos, sin embargo, de 1980 a 1983 jugó en la Liga Mexicana. En 1980, se unió al equipo de Triple-A Olmecas de Tabasco. De 1981 a 1982, Bernhardt fue el jugador-entrenador del equipo de Triple A de Piratas de Campeche/Alacranes, que representan a  Campeche, México. Su última temporada en el béisbol profesional fue en 1983 cuando volvió a jugar con los equipos de Triple-A Campeche y Rieleros de Aguascalientes, que también pertenecen a la Liga Mexicana.

### Liga Dominicana
Bernhardt debutó en la Liga Dominicana en la temporada 1969-70 con las Estrellas Orientales, luego pasó por los rosters de los Leones del Escogido y los Tigres del Licey. Su mayor esplendor lo tuvo en el Escogido cuando promedió .308, disparando 69 hits, de los cuales 60 fueron sencillos en 58 partidos y registrando 9 extrabases. Además se ha desempeñado como entrenador de bateo de los Gigantes del Cibao.